# Breiðdalshreppur

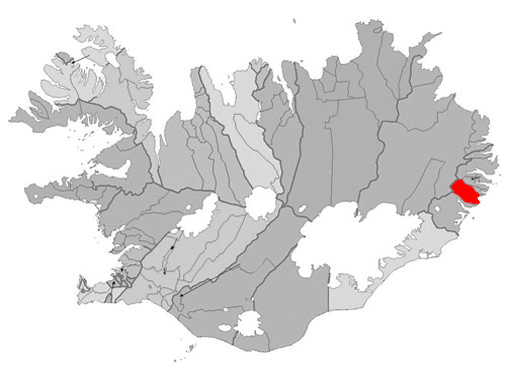

Breiðdalshreppur var en kommun i regionen Austurland på Island. Den slogs år 2018 samman med Fjarðabyggð. Folkmängden var 183 personer år 2016.

## Bilder

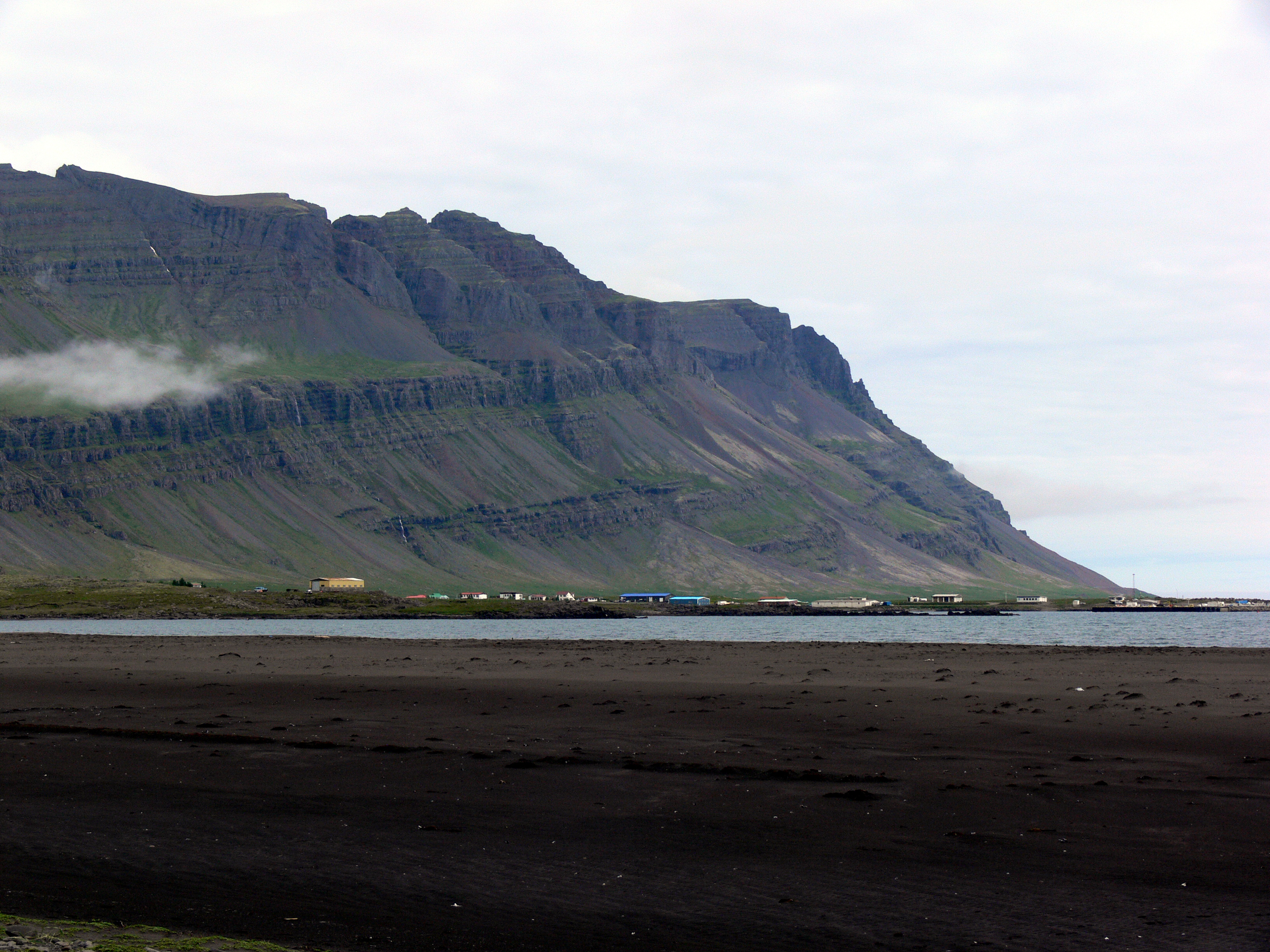
Breiðdalsvík
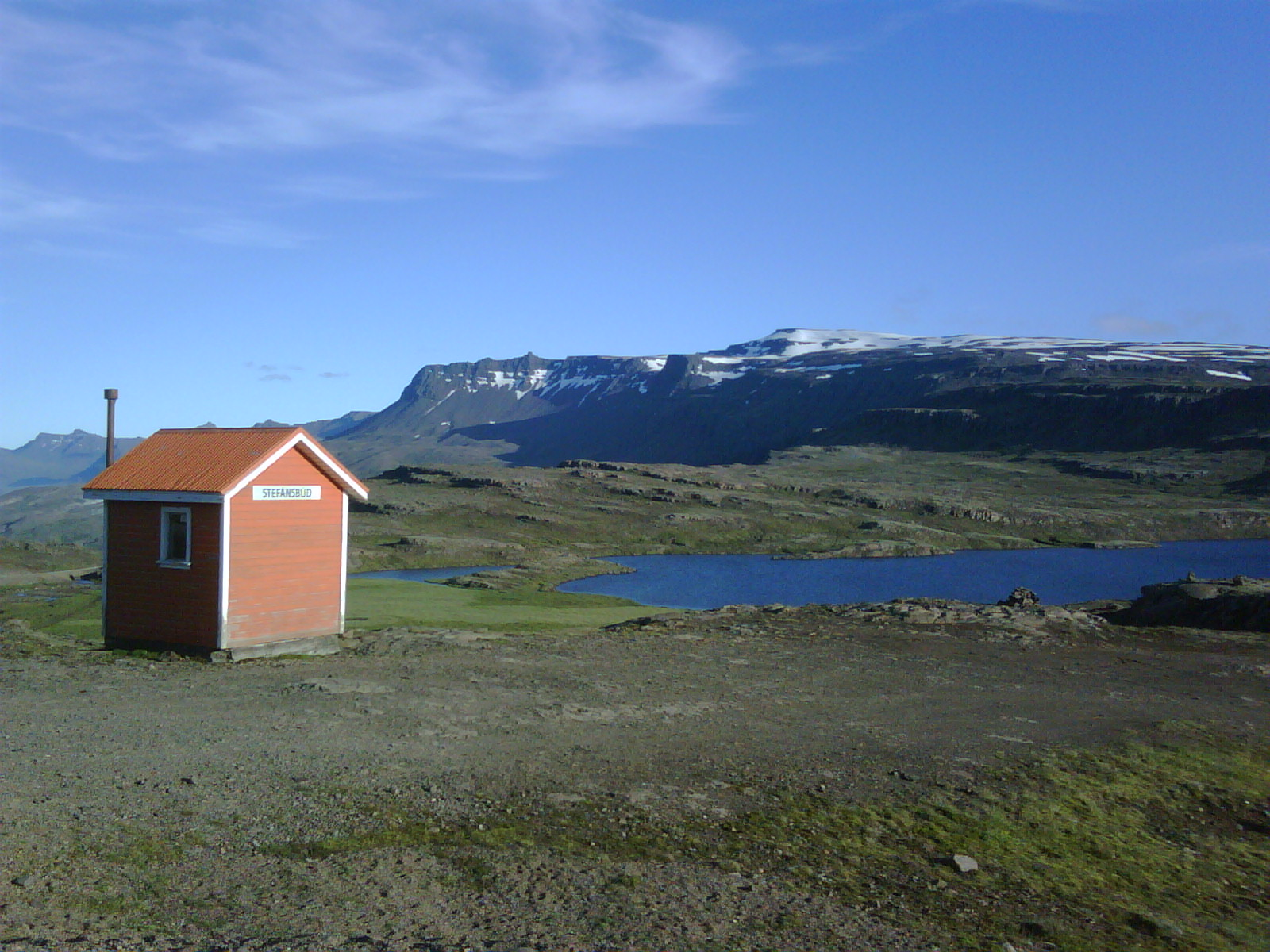
Breiðdalsheiði